# Fox Trot Finesse
Fox Trot Finesse è un cortometraggio muto del 1915 diretto e interpretato da Sidney Drew.

## Trama
Per evitare di andare a ballare con la moglie, pazza sfegatata per il Fox Trot, Ferdie finge di avere la caviglia slogata. Ma Eva, di nascosto, lo vede camminare normalmente e così pensa di tendergli una trappola: scrive una lettera a sua madre, invitandola a venire a passare qualche tempo da loro mentre Ferdie è in convalescenza. Piuttosto che vedersi la suocera in giro per casa, Ferdie guarisce di botto e può strappare la pericolosa lettera della moglie.

## Produzione
Il film fu prodotto dalla Vitagraph Company of America.

## Distribuzione
Distribuito dalla General Film Company, il film - un cortometraggio in una bobina - uscì nelle sale cinematografiche statunitensi il 1º ottobre 1915. Ne venne fatta una riedizione che la Favorite Films distribuì il 13 maggio 1918.
Il 7 maggio 2002, la Image Entertainment lo ha distribuito in DVD inserito in un'antologia dal titolo Slapstick Encyclopedia (1909-1929).